# Рябинин, Филипп Илларионович
Фили́пп Илларио́нович Ряби́нин (11 октября 1893, Большая Лопсола, Яранский уезд, Вятская губерния, Российская империя — 12 декабря 1970, Головино, Медведевский район, Марийская АССР, РСФСР, СССР) — марийский советский партийный, административный и хозяйственный деятель. Член ВКП(б) с 1933 года. Председатель Оршанского районного исполкома Марийской АССР (1938—1940), один из организаторов, председатель колхоза «Куат» Оршанского района МАССР (1940—1941, 1942—1944). Участник Гражданской войны в России и Великой Отечественной войны. Кавалер ордена Ленина (1967).

## Биография
Родился 11 октября 1893 года в деревне Большая Лопсола ныне Оршанского района Марий Эл в крестьянской семье.
В 1915 году мобилизован на армейскую службу. В 1919—1920 годах — участник Гражданской войны в России, красноармеец.
С 1921 года — в г. Краснококшайске: помощник коменданта областного Чрезвычайного комитета, командир взвода ЧОН; участник кампании по изъятию излишков хлеба у зажиточных крестьян.
В 1925—1927 годах — начальник милиции Моркинского кантона Марийской автономной области.
В 1928—1929 годах — начальник административного отдела Йошкар-Олинского кантона МАО.
В 1929—1931 годах — заведующий районным земельным отделом, заместитель председателя Оршанского районного исполкома, в 1934—1938 годах — Сернурского райисполкома, в 1938—1940 годах — председатель Оршанского райисполкома.
В 1940—1941 и 1942—1944 годах — один из организаторов, председатель колхоза «Куат» Оршанского района Марийской АССР.
В 1941 году вновь призван в Красную армию. Участник Великой Отечественной войны: интендант 17-го автотранспортного батальона, старший лейтенант интендантской службы запаса. Демобилизовался из армии в октябре 1948 года.
Награждён орденом Ленина, медалями, а также Почётной грамотой Президиума Верховного Совета Марийской АССР.
Скончался 12 декабря 1970 года в деревне Головино Медведевского района Марийской АССР.

## Награды
- Орден Ленина (1967) — в связи с 50-летием советской власти[1][2]
- Медаль «За победу над Германией в Великой Отечественной войне 1941—1945 гг.» (09.05.1945)[5]
- Медаль «За доблестный труд. В ознаменование 100-летия со дня рождения Владимира Ильича Ленина»[1][2]
- Почётная грамота Президиума Верховного Совета Марийской АССР (1951)[1][2]